# Warszawa Służewiec
Warszawa Służewiec je železniční zastávka sloužící regionální a dálkové dopravě ve Varšavě, Mazovském vojvodství.

## Železniční doprava
Železniční zastávku Warszawa Służewiec obsluhují zejména spoje železničního dopravce Koleje Mazowieckie, zkráceně KM, který provozuje osobní dopravu téměř výhradně na území Mazovského vojvodství, tedy především na tratích vycházejících radiálně z Varšavy. Také ji obsluhují spoje železničního dopravce PKP Intercity, který provozuje vnitrostátní i mezinárodní expresní osobní vlaky.
| Linka | Dopravce           | Směr                                                                                            |
| ----- | ------------------ | ----------------------------------------------------------------------------------------------- |
| KM8   | Koleje Mazowieckie | Warszawa Wschodnia Osobowa - Warszawa Służewiec - Piaseczno - Radom                             |
|       | PKP Intercity      | Destinace: Warszawa Wschodnia Osobowa, Kraków Główny Osobowy, Kielce, Kołobrzeg, Olsztyn Główny |

## Železniční tratě
Železniční zastávkou Warszawa Służewiec prochází železniční tratě:
- 8 Warszawa Zachodnia – Kraków Główny Osobowy

## Návazná doprava
Železniční zastávku Warszawa Służewiec obsluhují také městské autobusy a to linky: 136, 182, 189, 401, 504 a N01, ale také tramvaje linky: 14, 17 a 18.